# Мисс Интернешнл 2001
Мисс Интернешнл 2001 (англ. Miss International 2001) — 41-й международный конкурс красоты Мисс Интернешнл, проведённый 4 октября 2001 года в Токио (Япония), который выиграла Малгожата Розницка из Польши.

## Финальный результат
| Финальные результаты | Участница |
| -------------------- | --- |
| Мисс Интернешнл 2001 | - Польша — Малгожата Розницка |
| 1-я вице-мисс        | - Венесуэла — Аура Самбрано |
| 2-я вице-мисс        | - Россия — Татьяна Павлова |
| Полуфиналистки       | - Аруба — Дафна Крос - Бразилия — Фернанда Борха - Чили — Паула Орчард - Колумбия — Мария Стевенсон - Доминиканская Республика — Бельгика Кьюри - Индия — Канвал Тоор - Израиль — Дикла Элкабец - Япония — Ханако Судзуки - Республика Корея — Мьонг-хи Бэк - Монголия — Сансармаа Лувсандоо - Сан-Марино — Марция Беллессо - Испания — Айола Молина |

## Специальные награды
| Награда                    | Участница                         |
| -------------------------- | --------------------------------- |
| Лучший Национальный костюм | - Республика Корея — Мьонг-хи Бэк |
| Мисс Дружба                | - Норвегия — Сив Хегерланд        |
| Мисс Фотогеничность        | - Израиль — Дикла Элкабец         |

## Участницы
| - Аргентина — Мария Виктория Бранда - Аруба — Дафна Дион Крус - Боливия — Хоан Приссилья Кирога - Бразилия — Фернанда Тинти Борха Пинто - Великобритания — Мишель Уотсон (World '00) - Канада — Шауна Ли-Анн Олчоу - Чили — Паула Орчард - Колумбия — Мария Рокио Стивенсон Ково - Хорватия — Мартина Полхак - Кюрасао — Венесса Мария ван Арендонк (Universe '03) - Кипр — Мария Алеку Хадцивассилиу - Чехия — Андреа Вранова - Доминиканская Республика — Бельгика Худит Кури де Лара - Финляндия — Ханна Мирхами Пахуламми - Франция — Навал Белал - Германия — Анна Цимски - Греция — Фортини Кокари - Гватемала — Роса Мария Катаньеда Альдана (Universe '01, Coffee '02) - Гавайи — Йон Хи Дженни Ли - Гонконг — Хой Тинг Хейди Чу - Исландия — Трис Догг Оддсдоттир - Индия — Канвал Тоор - Израиль — Дикла Элькабец - Япония — Ханако Судзуки (鈴木華子) - Республика Корея — Мьонг-хи Бэк - Латвия — Лаура Виксна | - Северная Македония — Драгана Клопчевска - Малайзия — Чи Тик Йоонг - Мальта — Рут Спитери - Мексика — Ирма Мариана Риос Франко - Монголия — Санармаа Цедевсурен Лувсандоо - Нидерланды — Каролина Хейбур - Никарагуа — Ренни Фабиола Давила - Северные Марианские Острова — Роуина Тайманао Ого - Норвегия — Сив Тереза Хегерланд Хавик - Палау — Индира Исикл Казума - Филиппины — Марикарла Канлас Толоса - Польша — Малгожата Розницка (winner Miss Model of the World '00) - Пуэрто-Рико — Лорна Отеро Перес - Россия — Татьяна Павлова - Сан-Марино — Марция Беллессо - Сингапур — Джули Бинте Абдулла - Словакия — Барбара Паппова - Испания — Айола Молина Карраско - Швеция — Сара Николь Камерон - Таиланд — Канитакан Сэнгпрачаксакула (World Miss University '00) - Тунис — Лейла Гуала - Турция — Еке Ф. Инкедурсун - Украина — Наталья Бакулина - США — Элиана Томпсон - Венесуэла — Аура Самбрано (2nd RU Coffee '02, 4th RU Intercontinental '02) - СР Югославия — Ива Гордана Миливожевич (World '00) |

## Не участвовали
- Египет — Хеба Або-Мандур
- Ливан — Натали Маамари
- Молдова — Ларисса Кавальчук
- Панама — Фариба Хоукинс
- Парагвай — Таня Рамирес
- Французская Полинезия — Мерени Атени
- Тринидад и Тобаго — Саша Хилл

## Замены
- Сан-Марино — Мария Элиза Канти (to concentrate on the Miss Europe pageant)

## Сноски
1. 1 2 3 4  Miss Poland wins international beauty pageant. Japan Weekly Monitor. 8 октября 2001. Архивировано 14 декабря 2019. Дата обращения: 3 марта 2011.
2. ↑  Vina, Nguyen. All winners of the contest Miss International. Global Express News (28 сентября 2015). Дата обращения: 3 января 2016. Архивировано 22 октября 2019 года.